# Moviment Revolucionari Túpac Amaru
El Moviment Revolucionari Túpac Amaru (MRTA) és una organització armada peruana, fundada el 1984 i inspirada en les guerrilles esquerranes d'altres països de la regió. Fou considerada organització terrorista pel Govern peruà. Actualment està desarticulada.
En conjunt (planejat o no) amb altres agrupacions terroristes revolucionàries de la mateixa època com Sendero Luminoso, va assolir mitjançant assassinats i atemptats amb cotxes-bomba aterrorizar la població urbana. Així mateix van funcionar escamots d'aquest grup a les regions de la selva alta peruana. El MRTA va ser liderat per Víctor Polay Campos i després de la seva captura i empresonament el juliol de 1992, per Néstor Cerpa Cartolini fins a la seva mort a l'abril de 1997 durant l'assalt a la residència de l'ambaixada del Japó. Les accions més importants d'aquest grup van ser l'enderrocament de torres d'alt voltatge, atemptats amb cotxe-bomba, segrests, assassinats de policies, militars i civils, incursions amb armes de guerra i en plena capital (Lima), que van anar amb els seus principals mitjans d'acció per a fer notar el seu descontentament amb sectors públics i privats peruans. S'estimen en 1000 les víctimes de les seves accions al llarg dels anys. A diferència del moviment senderista, els militants del MRTA vestien uniforme per a no ser confosos amb la població civil.
El desembre de 1996 un grup armat dels seus membres va prendre la residència de l'ambaixador japonès, capturant 600 ostatges pertanyents als sectors més encastellats de la vida política i econòmica peruana, en el que fou l'última gran acció terrorista en la història del Perú. El fet va tenir com desenllaç l'assalt de l'ambaixada per forces especials de l'exèrcit, en l'Operació Chavín de Huántar. Durant l'assalt van morir els 14 terroristes, un ostatge i dos commandos en l'operatiu militar dut a terme per a alliberar els 72 ostatges que hi romanien, essent president del Perú per aquell temps Alberto Fujimori. A partir d'aquesta incursió començaria la desarticulació gairebé total del MRTA. Des de llavors i fins a l'actualitat les seves activitats són mínimes.